# Bastasi (Banja Luka)
Bastasi (szerbül: Бастаси), település Banja Luka községben, Bosznia-Hercegovinában, Bosanska krajina területén, a Szerb Köztársaságban. 

## Fekvése
Bosznia-Hercegovina északi részén, Banja Luka központjától légvonalban 10, közúton 16 km-re dél-délkeletre, az Orbász és jobb oldali mellékfolyója, a Vrbanja közötti dombokon, 400-600 méteres magasságban fekszik.

## Népessége
| Nemzetiségi csoport | Népesség 1991 | Népesség 2013 |
| ------------------- | ------------- | ------------- |
| Szerb               | 167           | 149           |
| Bosnyák             | 300           | 12            |
| Horvát              | 1             | 2             |
| Jugoszláv           | 5             | 0             |
| Egyéb               | 20            | 2             |
| Összesen            | 493           | 165           |

## Története
A település 1878-ig tartozott az Oszmán Birodalomhoz, ekkor a berlini kongresszus határozata alapján az Osztrák-Magyar Monarchia része lett. 1879-ben az első osztrák-magyar népszámlálás során a Banja Luka-i járáshoz tartozó településnek 55 háztartása, 107 muszlim és 40 római katolikus lakosa volt. 1910-ben a Banja Luka-i járáshoz tartozó Bastasi Srpski településen 27 háztartást és 191 ortodox lakost, Bastasi Turski településen 25 háztartást és 140 muszlim lakost találtak. A monarchia szétesésével 1918-ban előbb a Szerb-Horvát-Szlovén Királyság, majd 1929-től a Jugoszláv Királyság része. 1921-ben a községnek 60 háztartása és 345 lakosa volt. Az 1929-es törvény értelmében, amikor Bosznia-Hercegovinát négy banovinára, Drinskára, Vrbaskára, Zetskára és Primorskára osztották, ahol Batasi a Vrbaska banovina része lett, amelynek székhelye Banja Luka volt. Jugoszlávia megszállása után a Független Horvát Állam (NDH) része lett. A második világháború után a szocialista Jugoszláviához tartozott. A daytoni békeszerződést követő területfelosztásnál Banja Luka község részeként a Szerb Köztársaság területéhez került. 